# Wil Johnson
Wilbert Charles 'Wil' Johnson (Muswell Hill, 18 april 1965) is een Brits acteur en filmproducent.

## Biografie
Johnson werd geboren in de wijk Muswell Hill van Groot-Londen, en groeide op in de wijk Tottenham. Tijdens zijn schooltijd nam hij deel aan een toneelgezelschap, en een dansgroep waar hij ballet en verschillende dansstijlen leerde. Het acteren leerde hij aan de National Youth Theatre in Londen.
Johnson begon in 1987 met acteren in de televisieserie Casualty, waarna hij nog meerdere rollen speelde in televisieseries en films. Hij is vooral bekend van zijn rol als Spencer Jordan in de televisieserie Waking the Dead (2000-2011), en van zijn rol als Dominic Andrews in de televisieserie Emmerdale (2013-2014).
Johnson was van 2001 tot en met 2010 getrouwd, en is in 2014 opnieuw getrouwd. Bij deze twee vrouwen heeft hij totaal zeven kinderen.

## Filmografie

### Films
Uitgezonderd korte films.
- 2024 Tell No Lies - als rechercheur Wright
- 2021 Breathe - als Trevor
- 2019 The Strangers - als mr. Fitzgerald
- 2018 Dumar Volume Two - als Emmerson
- 2018 Macbeth - als kapitein
- 2017 National Theatre Live: Rosencrantz & Guildenstern Are Dead - als Claudius
- 2016 King Lear - als Earl of Kent
- 2015 Dumar Volume Two - als Emmerson
- 2014 M.O.N.E.Y - als Floyd Bennett
- 2013 Dumar - als Emmerson
- 2013 Killing All the Flies - als Jonathan Edwards
- 2013 Fedz - als Trevor McBride
- 2012 Amina - als dr. Johnson
- 2012 Throw of a Dice - als Duncan Beckford
- 2012 Hard Shoulder - als Carl Foster
- 2012 Black Smoke Rising - als Simon
- 2011 Anuvahood - als Mike
- 2011 Washed Up - als Mitchell Barlow
- 2010 Hævnen - als Najeeb
- 2010 Pimp - als Byron
- 2009 Disoriented Generation - als Ishmael
- 2008 Adulthood - als Big Man
- 2007 Deadmeat - als Barry
- 2004 Yes - als Virgil
- 2003 Emotional Backgammon - als John
- 2001 Buried Treasure - als Luke
- 2001 South West 9 - als Freddy
- 1998 Babymother - als Byron

### Televisieseries
Uitgezonderd eenmalige gastrollen.
- 2023 Cobra - als Ben Fanshawe - 2 afl.
- 2022 House of the Dragon - als Vaemon Velaryon - 4 afl.
- 2021 The Larkins - als Old Reg - 5 afl.
- 2017-2020 Outlander - als Joe Abernathy - 5 afl.
- 2017 Ransom's Law - als Kelvin Collins - 10 afl.
- 2016 Hollyoaks - als Lionel - 2 afl.
- 2016 The Five - als jonge Ray - 4 afl.
- 2015 Lewis - als Dax Kinneson - 2 afl.
- 2013-2014 Emmerdale - als Dominic Andrews - 125 afl.
- 2011-2013 Holby City - als Sean Dolan - 5 afl.
- 2000-2011 Waking the Dead - als DI Spencer Jordan - 92 afl.
- 2010-2011 Waterloo Road - als Marcus Kirby - 6 afl.
- 2000-2002 Clocking Off - als Steve Robinson - 14 afl.
- 1994-1995 Cracker - als D.C. Skelton - 10 afl.
- 1994 Anna Lee - als Stevie Johnson - 5 afl.

### Filmproducent
- 2021 Breathe - film
- 2012 Amina - film
- 2009 Disoriented Generation - film

- Library of Congress Control Number: no2010029521
- Nationale Bibliotheek van Israël: 987007442737305171
- Virtual International Authority File: 107452240
- WorldCat: E39PBJd3ThJwwVcQdtBdRB7mBP